# Wangu, Chongqing
Wangu (kinesiska: 万古) är en köping i sydvästra Kina. Den ligger i stadsdistriktet Dazu i storstadsområdet Chongqing, omkring 63 kilometer väster om det centrala stadsdistriktet Yuzhong. Antalet invånare är 28 871. Befolkningen består av 14 346 kvinnor och 14 525 män. Barn under 15 år utgör 17,0 %, vuxna 15-64 år 66 %, och äldre över 65 år 15,0 %.